# CW Communications
CW Communications (CW\Communications) var ett svenskt förlag som gav ut ett antal datortidningar, bland annat Macworld och Attack. CW Communications uppgick senare i IDG.